# Gewoon smaragdsteeltje
Gewoon smaragdsteeltje (Barbula convoluta) is een mossoort uit de kleimosfamilie (Pottiaceae).

## Kenmerken
Gewoon smaragdsteeltje is een topkapselmos met een opvallend felgroene kleur. Het groeit in lage zoden, en is vaak te vinden met sporenkapsels. De stengels zijn meestal 0,5–2,0 cm lang, soms groeien ze tot 2,5 cm.
De tongvormige blaadjes zonder stekelpunt maken, zeker bij vochtig weer, de herkenning eenvoudig. Het ontbreken van een stekelpunt vormt een betrouwbaar verschil met kleismaragdsteeltje (Barbula unguiculata). De bladnerf loopt door tot de top. 
De sporenkapsels staat recht op de kapselsteel en zijn lichtbruin tot licht geelgroen van kleur.

## Ecologie
De soort prefereert open en basenrijke standplaatsen zonder beschaduwing. Het komt regelmatig voor langs paden en wegen, maar ook op muren en beton of tussen voegen van straatstenen. Samen met gewoon purpersteeltje (Ceratodon purpureus) dringt het door tot in binnensteden, waar het massale populaties kan vormen, bijvoorbeeld in scheuren in het wegdek, op ruderale terreinen of langs bermen. De heldergroene sterretjes zijn op vrijwel iedere parkeerplaats te vinden.

### Syntaxonomie
In de syntaxonomie staat gewoon smaragdsteeltje te boek als kensoort voor de smaragdsteeltjes-associatie (Barbuletum convolutae).

## Verspreiding
Gewoon smaragdsteeltje kent een kosmopolitische verspreiding. In Nederland is het een zeer algemene soort. Het staat niet op de Nederlandse Rode Lijst en is niet bedreigd. Het gedijt slecht op arme bosgrond, en dat verklaart het geringere voorkomen op de Veluwe.

## Fotogalerij

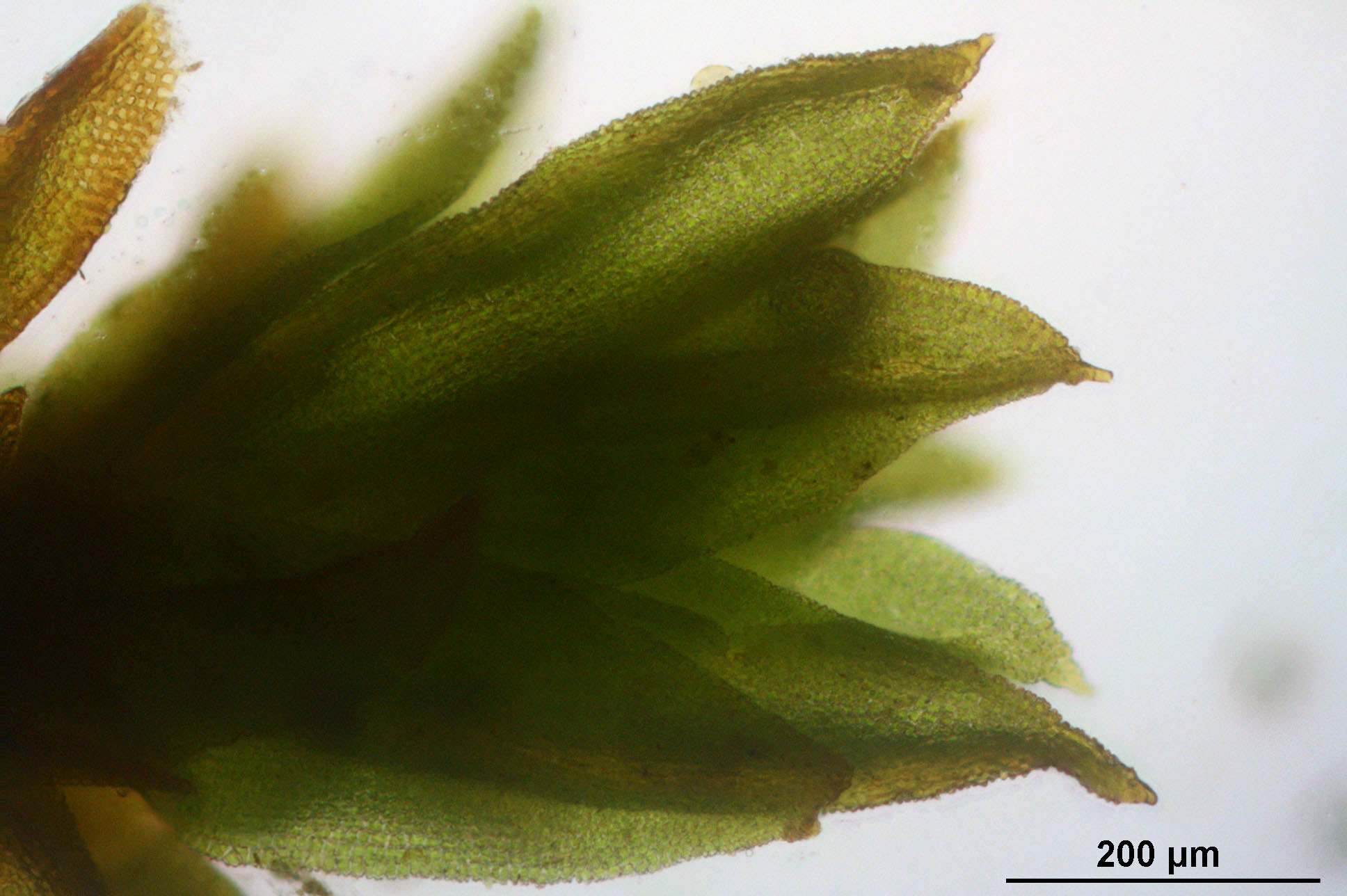
Plantje
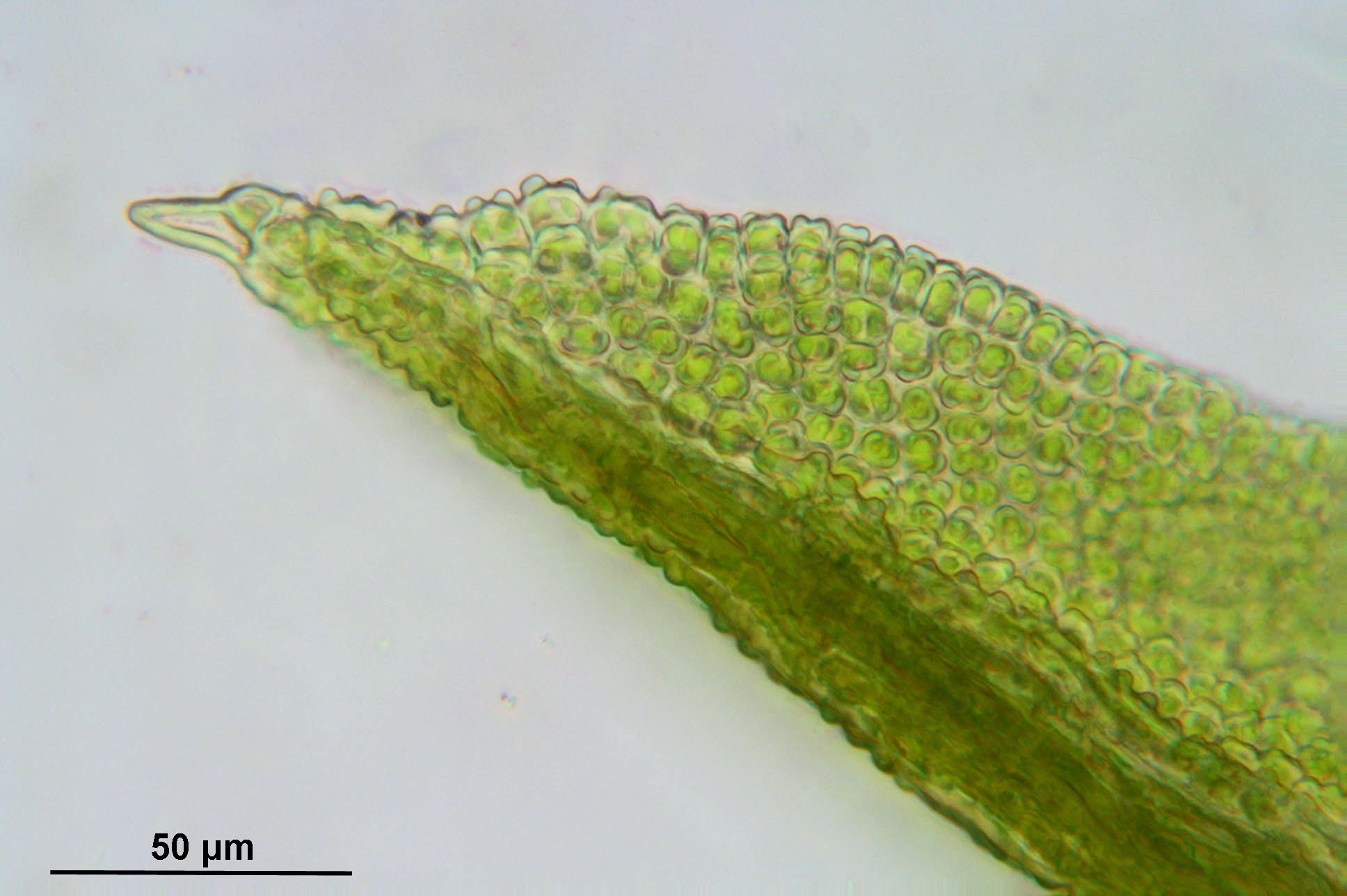
Bladtop
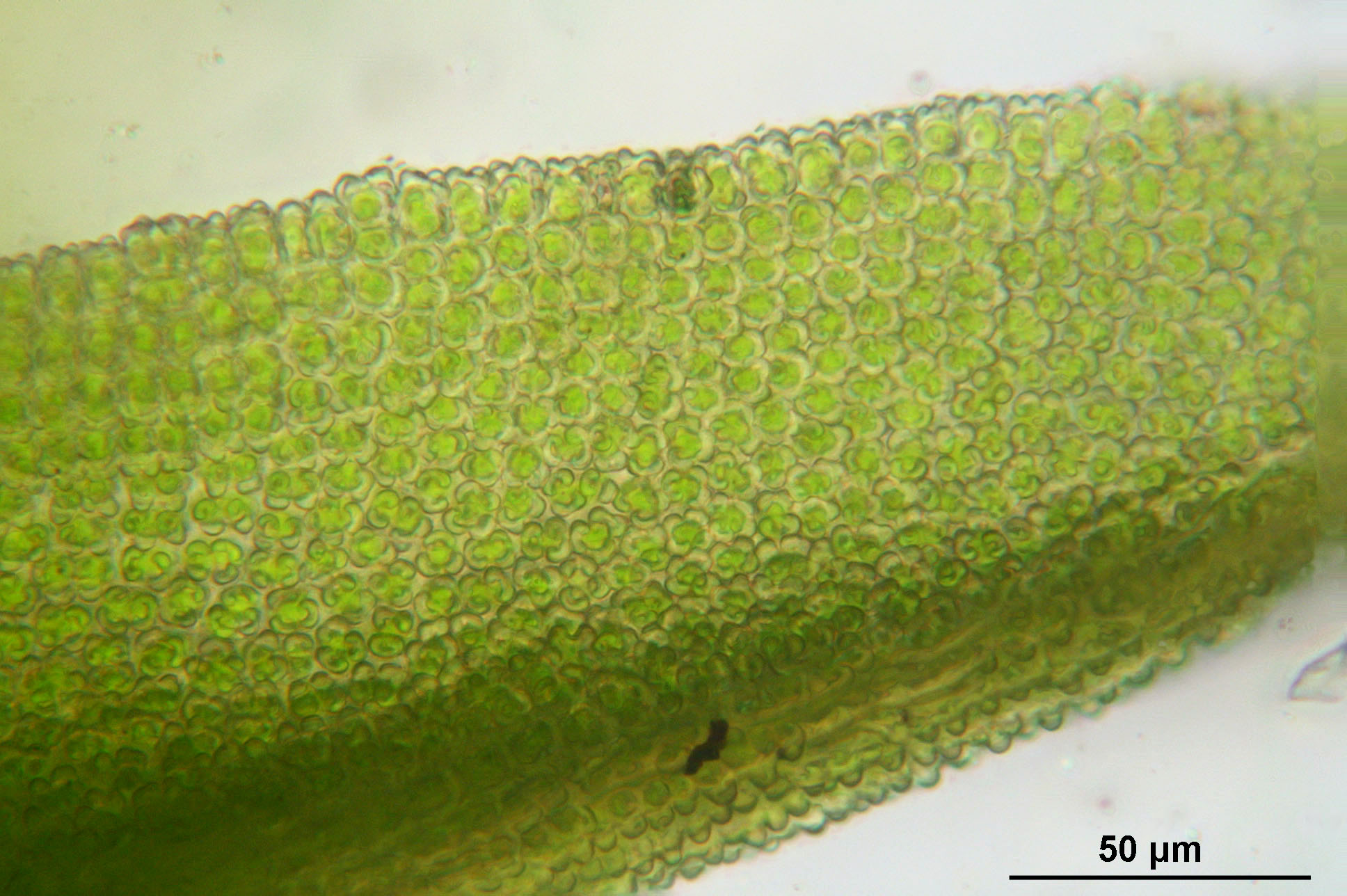
Midden van blad
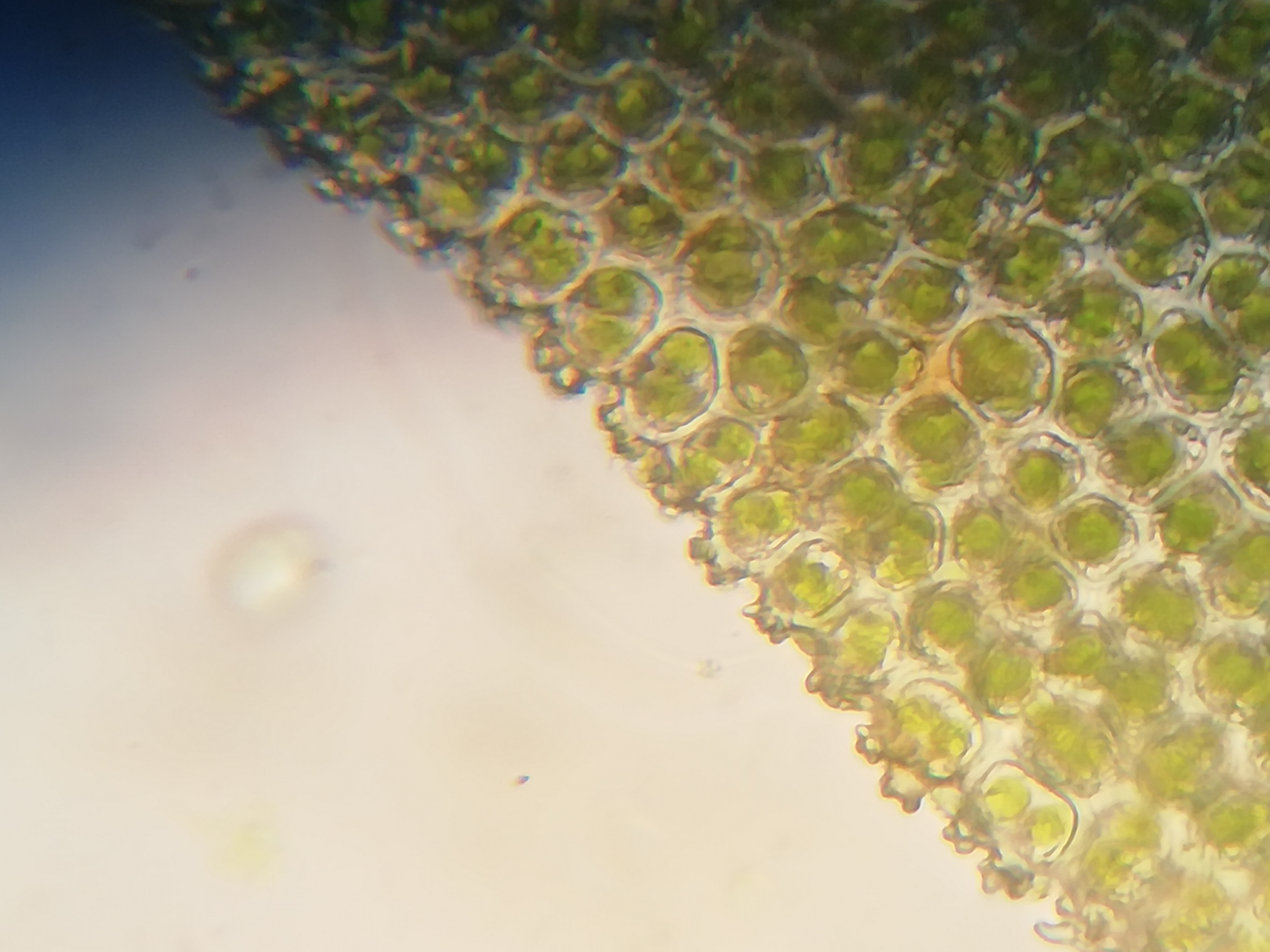
Bladrand